# Abraham Riestra
Abraham Isaí Riestra Parra (León, Guanajuato, 6 de junio de 1988) es un futbolista mexicano que juega como defensa para el Correcaminos de la UAT del Ascenso MX. En su paso por el Club Celaya se convirtió en referente, siendo de los más queridos por la afición.

## Clubes
| Club                   | País   | Año       |
| ---------------------- | ------ | --------- |
| Universidad del Fútbol | México | 2007-2008 |
| Celaya FC              | México | 2008-2013 |
| Dorados de Sinaloa     | México | 2013-2014 |
| Club Necaxa            | México | 2014-2015 |
| Club Celaya            | México | 2015-2019 |
| Correcaminos de la UAT | México | 2019      |

## Palmarés
| Título     | Club   | País   | Año    |
| ---------- | ------ | ------ | ------ |
| Ascenso MX | Necaxa | México | 2014-A |